# Xylophanes anubus
Xylophanes anubus là một loài bướm đêm thuộc họ Sphingidae. Nó sống ở Surinam, México, Belize, Nicaragua, Costa Rica và phía nam đến Brasil, Bolivia và Argentina.

## Hình ảnh

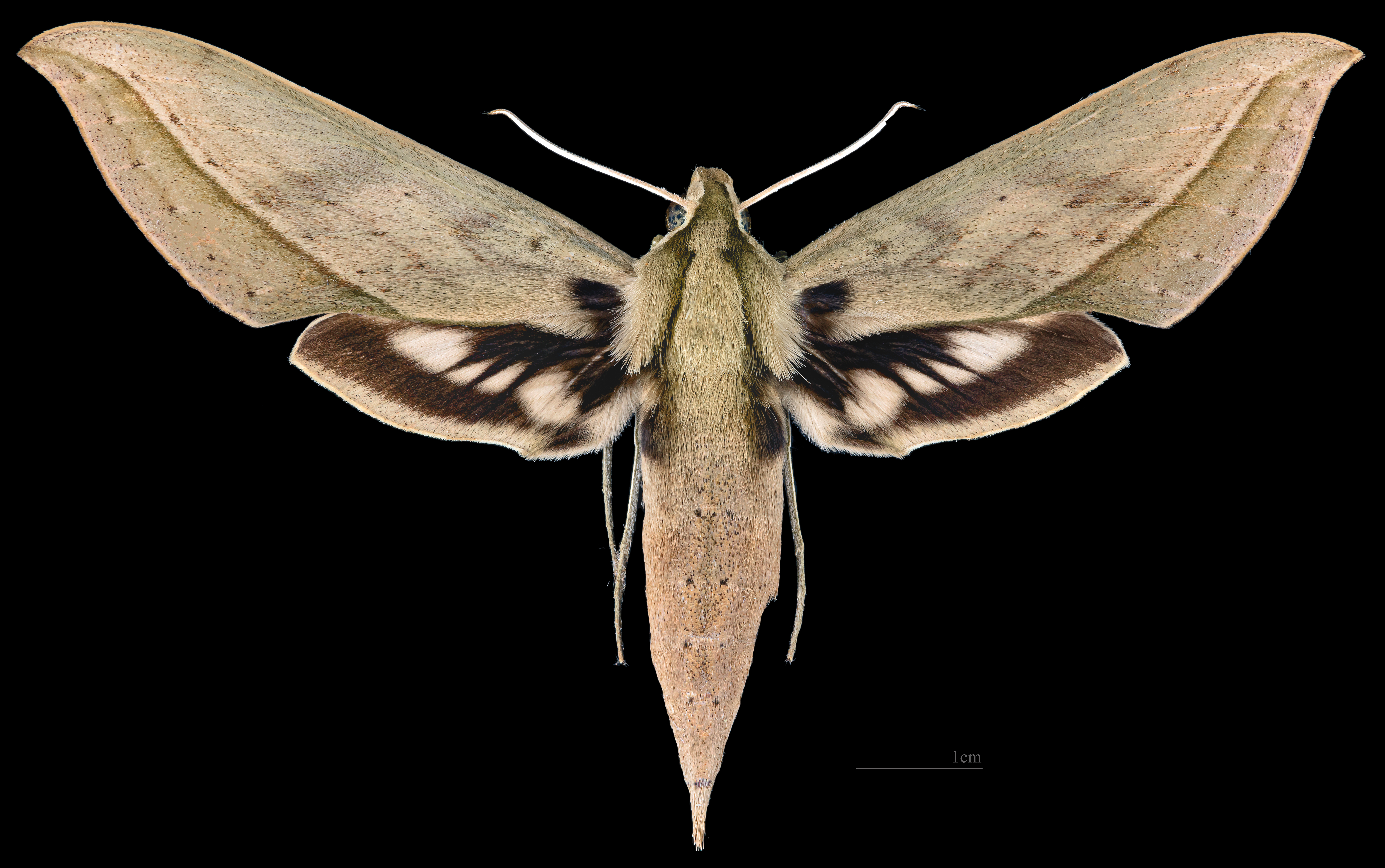
Xylophanes anubus ♀
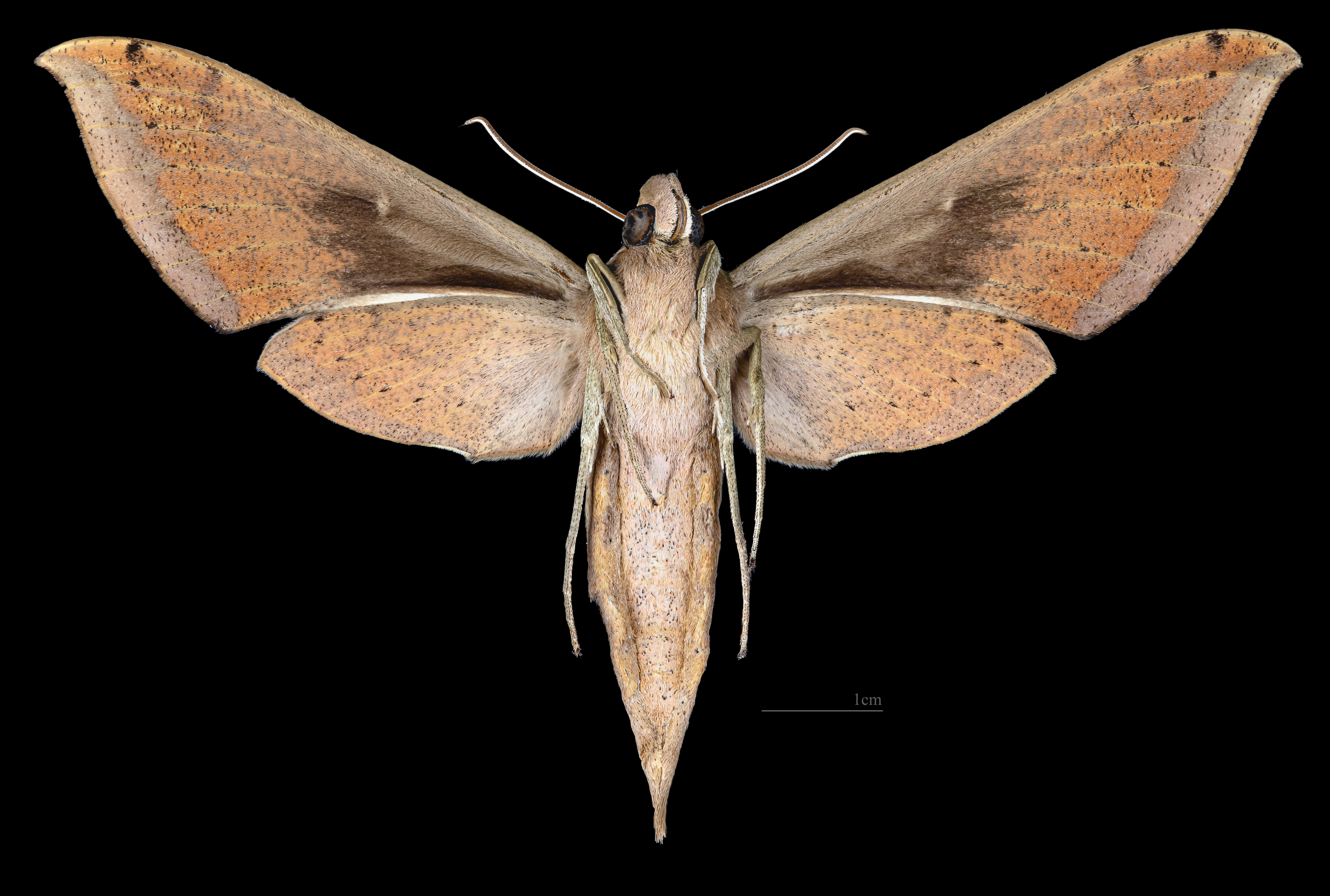
Xylophanes anubus ♀ △